# Cristatogobius aurimaculatus
Cristatogobius aurimaculatus é uma espécie de peixe da família Gobiidae e da ordem Perciformes.

## Morfologia
- Os machos podem atingir 3,9 cm de comprimento total.
- Número de vértebras: 26.[5]

## Habitat
É um peixe de clima subtropical e demersal.

## Distribuição geográfica
É encontrado no Oceano Pacífico ocidental: Japão, Papua-Nova Guiné e Fiji.

## Observações
É inofensivo para os humanos.